# Présidence néerlandaise du Conseil des Communautés européennes en 1991
La présidence néerlandaise du Conseil des Communautés européennes en 1991 désigne la neuvième présidence du Conseil des Communautés européennes, effectuée par les Pays-Bas depuis la création de l'Union européenne en 1958.
Elle fait suite à la présidence luxembourgeoise de 1991 et précède celle de la présidence portugaise du Conseil des Communautés européennes à partir du 1er janvier 1992.

## Déroulement
En septembre 1991, les Pays-Bas présentèrent un projet de traité qui différenciait fortement du projet présentée par la présidence luxembourgeoise du premier semestre 1991. En effet, le projet luxembourgeois introduisait la structure en pilier, ce à quoi les Pays-Bas étaient opposés car ils craignaient une augmentation de l'utilisation de la méthode intergouvernementale et une diminution de la méthode communautaire dans la prise de décision.
En raison de l'opposition à la proposition luxembourgeoise, les Pays-Bas attendaient un fort soutien à leur proposition. Cependant, le projet néerlandais de traité fut rejeté le lundi 30 septembre 1991 par neuf des douze États membres,. Par conséquent les Pays-Bas furent obligés de continuer les négociations sur la base du projet luxembourgeois.
D'après certains observateurs, le rejet de la proposition néerlandaise viendrait du fait que le projet était trop supranational. Selon Mendeltje van Keulen et Jan Rood, le rejet de la proposition néerlandaise viendrait de la bureaucratie néerlandaise elle-même laquelle incorpore de nombreux acteurs domestiques dans la prise de décision vis-à-vis de l'intégration européenne. En cela, les premières divergences internes portait sur la nécessité de présenter un nouveau projet (Hans van den Broek, le ministre des Affaires étrangères, soutenait cette idée tandis que le ministre de la Justice la rejetait). La seconde divergence portait sur le soutien attendu par les Pays-Bas concernant le projet. En effet, le ministre des Affaires étrangères Hans van den Broek était convaincu que la majorité des États membres allait soutenir le projet, un point de vue que ne partageait pas le représentant permanent des Pays-Bas auprès de l'Union. Ce dernier mettait l'accent sur l'opposition de la France et soulignait qu'en cas de refus de celle-ci, l'Allemagne allait suivre la position française en raison des relations franco-allemandes, plutôt que la position néerlandaise. C'est finalement ce qui arriva lors du Zwarte Maandag.